# 本因坊烈元
本因坊 烈元（ほんいんぼう れつげん、1750年（寛延3年） - 1809年1月21日（文化5年12月6日））は江戸時代の囲碁棋士、十世本因坊。元の姓は山本、江戸生れ、本因坊察元門下、八段準名人。法名は日実。

## 経歴
幕府御数寄屋方組頭の山本家に生まれる。幼時より察元に学び、察元が碁所に就いた1770年（明和7年）21歳六段の時に察元の跡目とされ、同年御城碁初出仕。1788年（天明8年）に察元が死去し、本因坊家の家督を継いで本因坊烈元となる。
跡目候補として1783年（天明3年）から御城碁にも出仕させていた河野元虎が1796年（寛政7年）に死去し、1798年（寛政10年）に宮重楽山（本因坊元丈）を跡目とする。1802年（享和2年）に、前年の六段昇段にともない元丈の扶持米の下賜を願い出て許される。この願書では元丈の前に扶持を得ている井上春策が跡目から3年で扶持を下されたのと同様に、当時では異例の早さで願い出ている。またこの時、それまでの通例では家元四家の連署の際には跡目は認可順となっていたのを、本因坊家を常に跡目筆頭とすることを、他家を強引に説得して実現させた。これらは、察元が復興した本因坊家の権威、格式を守ろうとする意識の現れと見られている。同年、安井仙角仙知とともに八段準名人に進む。
1807年（文化5年）に病気により、自身の隠居と元丈の家督相続の願書を出したが、これが許可される前の12月6日に死去。井上家、安井家、林家の協議で烈元の死を秘したままとし、翌年3月に願書を認められ、後に井上春策因碩によって死去を届け出られた。これは烈元が隠居願いにて隠居料も願い出ていたことによるとも言われるが定かでない。
烈元は本因坊家の格式のために察元と同様に出費を惜しまず、このために元丈の代では節約を余儀なくされることになった。他に門下には、船橋源治（林元美）、関山仙太夫、伊藤子元などがいる。古写譜で明和7年頃まで沢村姓を名乗っているが事情は不明。

## 戦績
1777-78年（安永6-7年）に小松快禅と互先の十番碁があり、5勝5敗としている。
御城碁は1770年から1804年（文化元年）まで出仕し、御好碁も含めて46局は歴代最多。他三家の当主の林門悦、井上因達因碩、安井仙哲などには好成績を残していたが、14歳下の安井仙角仙知が台頭すると大きく負け越してしまう。このため八段昇段も仙知と同時となった。

### 御城碁
- 1770年（明和7年） 先番4目勝 林祐元門入
- 同年 向五子 4目負 津軽良策
- 1771年（明和8年） 先番7目負 安井仙哲
- 同年 先番9目勝 井上春達
- 1772年（安永元年） 白番6目勝 安井仙哲
- 同年 白番中押負 坂口仙徳
- 1773年（安永2年） 先番5目勝 坂口仙徳
- 同年 先番中押勝 安井仙哲
- 1774年（安永3年） 白番6目負 安井仙哲
- 同年 二子6目勝 本因坊察元
- 1775年（安永4年） 向三子9目負 林門悦
- 1776年（安永5年） 先番3目勝 安井仙哲
- 同年 白番3目負 坂口仙徳
- 1777年（安永6年） 白番4目勝 井上因達
- 同年 白番8目勝 井上春達因碩
- 1778年（安永7年） 先番中押勝 井上春達因碩
- 同年 先番17目勝 坂口仙徳
- 1779年（安永8年） 白番中押負 井上因達
- 1780年（安永9年） 白番3目勝 坂口仙徳
- 同年 白番3目負 林祐元門入
- 1781年（天明元年） 先番4目勝 坂口仙徳
- 1782年（天明2年） 白番1目勝 井上因達
- 同年 向二子中押負 安井仙角仙知
- 1784年（天明4年） 白番12目負 安井仙角仙知
- 同年 向二子6目負 林門悦
- 1785年（天明5年） 向二子3目負 林門悦
- 同年 先番3目勝 林祐元門入
- 1786年（天明6年） 向二子ジゴ 林門悦
- 1787年（天明7年） 白番2目負 林祐元門入
- 1788年（天明8年） 先番9目勝 井上因達因碩
- 1789年（寛政元年） 白番ジゴ 河野元虎
- 同年 白番3目負 井上因達因碩
- 1790年（寛政2年） 白番1目勝 林門悦
- 1792年（寛政4年） 先番中押負 安井仙角仙知
- 同年 白番10目負 林門悦
- 1793年（寛政5年） 白番10目勝 井上因達因碩
- 1794年（寛政6年） 先番1目負 林門悦
- 1795年（寛政7年） 向二子11目負 井上春策
- 同年 白番3目勝 林門悦
- 1796年（寛政8年） 先番3目勝 井上因達因碩
- 1798年（寛政10年） 白番4目勝 井上因達因碩
- 1799年（寛政11年） 白番4目負 安井仙角仙知
- 1800年（寛政12年） 白番1目負 井上春策
- 1802年（享和2年） 白番6目負 安井知得
- 1803年（享和3年） 白番ジゴ 林門悦
- 1804年（文化元年） 白番ジゴ 井上因達因碩